# Forcipomyia formicaria
Forcipomyia formicaria är en tvåvingeart som beskrevs av Jean-Jacques Kieffer och August Friedrich Thienemann 1908. Forcipomyia formicaria ingår i släktet Forcipomyia och familjen svidknott. Inga underarter finns listade i Catalogue of Life.